# Keilir
Keilir – góra wulkaniczna w południowo-zachodniej Islandii, na półwyspie Reykjanes. Pod względem administracyjnym położona w południowej części gminy Vogar. Osiąga wysokość 379 m n.p.m. Góra ma charakterystyczny stożkowaty kształt, przez co uznawana jest za symbol regionu Reykjanes. Stanowi ważną atrakcję turystyczną regionu Suðurnes. Z geologicznego punktu widzenia jest prawdopodobnie nekiem wulkanicznym. Sam wulkan był aktywny w plejstocenie i powstał w wyniku erupcji subglacjalnych (podlodowcowych).
Od nazwy wulkanu pochodzi nazwa Keilir Academy – centrum edukacyjnego w Ásbrú, w gminie Reykjanesbær.